# Doosan
Doosan é um conglomerado industrial sul coreano que atua em diversos ramos da economia, cujas atividades predominam na área de maquinário pesado e construção.

## Doosan Infracore South America
Conglomerado sul-coreano fabricante de equipamentos para a construção.
Produz escavadeiras hidráulicas, pás carregadeiras, empilhadeiras, caminhões articulados, martelos rompedores entre outros equipamentos de construção.
Atualmente está entre as cinco maiores empresas que fabricam equipamentos de construção em todo o mundo. Destaca-se ainda por ser proprietária das marcas Bobcat e Moxy.

## No Brasil
No Brasil é representada por 8 empresas - Romac ( PR, SC, RS) , Renco ( BA, SE) , New Máquinas (  PB, PE, RN, AL),  Soman ( MT, MS),  Noroeste ( AC, AM, RO, RR), CHB (MG), DCCO ( DF, TO, GO), RP Coelho ( MA).